# Stegnogramma crenata
Stegnogramma crenata är en kärrbräkenväxtart som beskrevs av Holtt. Stegnogramma crenata ingår i släktet Stegnogramma och familjen Thelypteridaceae. Inga underarter finns listade.